# Перелік українських атак по прикордонних регіонах РФ (2025)
У таблицях подана інформація про атаки та інциденти у Брянській, Курській, Бєлгородській, Воронезькій, Ростовській областях та Краснодарському краї протягом 2025 року, про які відомо з відкритих джерел. Також наведено інциденти які відбулися на території окупованого росіянами Придністров'я.
| атака без загиблих |
| атака з загиблими  |

## Обстріли і атаки вздовж лінії зіткнення
Тривав розпочатий у серпні 2024 року наступ, лінія зіткнення проходила по території Біловського та Суджанського районах.
| дата       | регіон            | місце               | тип атаки     | влучання                                                                            | жертви                    |
| ---------- | ----------------- | ------------------- | ------------- | ----------------------------------------------------------------------------------- | ------------------------- |
| 11.01.2025 | Брянська обл.     | Нові Юрковичі       | РСЗВ          | заявлено про обстріл адміністративної будівлі                                       | 3 поранено                |
| 11.01.2025 | Бєлгородська обл. | Нехотіївка          | обстріл       | відомо про загиблих російських військових                                           | 5 загиблих                |
| 25.01.2025 | Бєлгородська обл. | Шебекіно            | артобстріл    | заявлено про обстріл житлових та нежитлових будівель                                | —                         |
| 09.02.2025 | Брянська обл.     | Троєбортноє         | артобстріл    | удар по адміністративній будівлі пункта пропуску                                    | 2 загиблих, 8 поранено    |
| 14.02.2025 | Курська обл.      | Єлизаветівка        | авіаудар      | удар по взводному опорному пункту 28 стрілецького батальйону 60 омсбр               | —                         |
| 25.02.2025 | Брянська обл.     | Троєбортноє         | авіаудар      | авіація завдала удару по пункту пропуску «Троєбортноє»                              | —                         |
| 27.02.2025 | Курська обл.      | Гордєєвка           | БпЛА          | атака безпілотника по авто з особовим складом                                       | 1 загиблий, 5 поранено    |
| 27.02.2025 | Брянська обл.     | Біла Березка        | авіаудар      | авіаудар по будівлі ПУ ФСБ                                                          | 1 загиблий, 14 поранено   |
| 01.03.2025 | Бєлгородська обл. | Муром               | БпЛА          | відомо про загибель і поранення військовослужбовців                                 | 1 загиблий, 1 поранено    |
| 09.03.2025 | Курська обл.      | Тьоткіно            | авіаудар      | заявлено про ураження ангару із технікою                                            | —                         |
| 18.03.2025 | Бєлгородська обл. | Демидівка           | авіаудар      | заявлено про удар по пункту одного з підрозділів 3 мотострілецької дивізії 20 армії |                           |
| 24.03.2025 | Бєлгородська обл. | Графівка            | авіаудар      | українська авіація розбомбила два мости                                             | —                         |
| 24.03.2025 | Бєлгородська обл. | Надежівка           | авіаудар      | українська авіація розбомбила два мости                                             | —                         |
| 25.03.2025 | Бєлгородська обл. | Демидівка           | авіаудар      | військова інфраструктура                                                            | —                         |
| 25.03.2025 | Бєлгородська обл. | Демидівка           | авіаудар      | міст                                                                                | —                         |
| 25.03.2025 | Курська обл.      | Тьоткіно            | авіаудар      | авіація завдала удару по спостережному пункту                                       | —                         |
| 25.03.2025 | Бєлгородська обл. | Кіндратівка         | авіаудар      | місце зосередження живої сили                                                       | —                         |
| 27.03.2025 | Брянська обл.     | Случовськ           | авіаудар      | ПC ЗСУ уразили прикордонний пункт пропуску «Погар»                                  | —                         |
| 31.03.2025 | Бєлгородська обл. | Надежівка           | обстріл       | заявлено про обстріл та руйнування будівель                                         | —                         |
| 06.04.2025 | Курська обл.      | Гуєво               | авіаудар      | бомби AASM HAMMER вдарили по будинках зі штурмовиками РФ                            | загиблі і поранені        |
| 07.04.2025 | Курська обл.      | Тьоткіно            | авіаудар      | заявлене знищення штабу окупантів на Курщині                                        | загиблі і поранені        |
| 07.04.2025 | Курська обл.      | Гоптарівка          | авіаудар      | Повітряні сили завдали удару по скупченню супротивника                              | —                         |
| 09.04.2025 | Брянська обл.     | Случовськ           | авіаудар      | український МиГ-29 розбомбив будівлю пункту пропуску «Погар»                        | —                         |
| 11.04.2025 | Курська обл.      | Гуєво               | M142 HIMARS   | ракетний удар по передовому пункту управління військ 30-го мотострілецького полку   | загиблі і поранені        |
| 13.04.2025 | Бєлгородська обл. | Графівка            | авіаудар      | авіація Повітряних сил ЗСУ завдала удару по скупченню російських військ             | БМП-2, загиблі і поранені |
| 13.04.2025 | Курська обл.      | Тьоткіно            | авіаудар      | українська авіація розбомбила російські позиції на тьоткінському цукрозаводі        | —                         |
| 16.04.2025 | Курська обл.      | Курська обл.        | авіаудар      | авіація ПС ЗСУ завдала бомбового удару по ворожій понтонній переправі та техніці    | військова техніка         |
| 18.04.2025 | Бєлгородська обл. | Безсонівка          | БпЛА          | атаковані російські позиції на території елеватора                                  | —                         |
| 19.04.2025 | Курська обл.      | Тьоткіно            | авіаудар      | заявлене знищення складу дронів на території тьоткінського цукрозаводу              | —                         |
| 22.04.2025 | Курська обл.      | Гуєво               | артобстріл    | українська САУ 2С7 «Піон» вдарила по позиціях ЗС РФ                                 | загиблі і поранені        |
| 22.04.2025 | Курська обл.      | Обухівка            | обстріл       | відомо про загиблих російських прикордонників                                       | 2+ загиблих               |
| 25.04.2025 | Бєлгородська обл. | Шебекіно            | обстріл       | відомо про загиблих російських прикордонників                                       | 4+ загиблих               |
| 27.04.2025 | Курська обл.      | Тьоткіно            | авіаудар      | повторний удар по території тьоткінського цукрозаводу                               | загиблі і поранені        |
| 04.05.2025 | Курська обл.      | Тьоткіно            | авіаудар      | заявлено про удар по пункту базування та управління російськими безпілотниками      | загиблі і поранені        |
| 10.05.2025 | Курська обл.      | Тьоткіно            | авіаудар      | заявлено про удар по пункту базування та управління російськими безпілотниками      | загиблі і поранені        |
| 10.05.2025 | Бєлгородська обл. | Бєлгородська обл.   | БпЛА          | задокументоване знищення російського ЗРК «Тор-М2»                                   | ЗРК «Тор-М2»              |
| 12.05.2025 | Курська обл.      | Тьоткіно            | M142 HIMARS   | ракетою були атаковані вантажівки та особовий склад                                 | загиблі і поранені        |
| 15.05.2025 | Курська обл.      | Тьоткіно            | M142 HIMARS   | відомо про ймовірну атаку                                                           | —                         |
| 22.05.2025 | Бєлгородська обл. | Вознесенівка        | БпЛА          | дрон прикордонників знищив ТОС-1А «Солнцепек»                                       | ТОС-1А                    |
| 25.05.2025 | Бєлгородська обл. | Козинка             | авіаудар      | МіГ-29 уразив місце зосередження російських військових                              | —                         |
| 26.05.2025 | Бєлгородська обл. | Глотове             | авіаудар      | військова інфраструктура                                                            | —                         |
| 02.06.2025 | Бєлгородська обл. | Пролетарський       | авіаудар/БпЛА | заявлено про атаку житлової забудови                                                | загиблі і поранені        |
| 03.06.2025 | Курська обл.      | Тьоткіно            | авіаудар      | ураження будівель із ймовірним розміщенням військових РФ                            | —                         |
| 10.06.2025 | Курська обл.      | Тьоткіно            | авіаудар      | ураження будівель із ймовірним розміщенням військових РФ                            | —                         |
| 11.06.2025 | Курська обл.      | Кульбаки            | авіаудар      | ураження будівель із ймовірним розміщенням військових РФ                            | —                         |
| 13.06.2025 | Курська обл.      | Рильський р-н       | авіаудар      | відомо про ураження автомобільного мосту через річку Обеста                         | —                         |
| 16.06.2025 | Курська обл.      | Б'яхове             | БпЛА          | зафіксоване ураження САУ 2С1 «Гвоздика»                                             | 2С1 «Гвоздика»            |
| 17.06.2025 | Бєлгородська обл. | Борипілля           | БпЛА          | відомо про загибель російського чиновника внаслідок атаки безпілотника              | 1+ загиблий               |
| 23.06.2025 | Бєлгородська обл. | Козинка             | авіаудар      | ураження будівель із ймовірним розміщенням військових РФ                            | —                         |
| 04.07.2025 | Бєлгородська обл. | Шебекіно            | БпЛА          | після атаки безпілотників спалахнуло хімічне підприємство «Селена»                  | —                         |
| 11.07.2025 | Курська обл.      | ім. Карла Лібкнехта | БпЛА          | сталося загоряння складу з дошкою                                                   | —                         |
| 11.07.2025 | Курська обл.      | Мале Солдатське     | БпЛА          | завдано удару по підприємству ТОВ «Псєльскоє»                                       | —                         |
| 16.07.2025 | Курська обл.      | Тьоткіно            | авіаудар      | ураження будівель із ймовірним розміщенням військових РФ                            | —                         |
| 17.07.2025 | Бєлгородська обл. | Нова Таволжанка     | БпЛА          | заявлено про атаку цивільної інфраструктури                                         | 1+ поранено               |
| 24.07.2025 | Брянська обл.     | Біла Березка        | авіаудар      | відомо про авіаудар по об’єкту ФСБ на Брянщині                                      | —                         |
| 29.07.2025 | Курська обл.      | Коров'яківка        | авіаудар      | тактична авіація знищила позицію російських дронщиків                               | —                         |
| 02.08.2025 | Брянська обл.     | Рудня-Цата          | БпЛА          | відомо про знищення мосту у населеному пункті                                       | —                         |
| 02.08.2025 | Брянська обл.     | Брянська обл.       | авіаудар      | відомо про авіаудар по військовому обʼєкту у прикордонні                            | —                         |
| 13.08.2025 | Бєлгородська обл. | Нова Деревня        | —             | відомо про пʼятьох російських військових що отримали поранення 13 серпня            | 5+ поранено               |

## Атаки вглиб прикордонних регіонів
| дата       | регіон              | місце                | тип атаки        | влучання                                                                                                 | жертви                 |
| ---------- | ------------------- | -------------------- | ---------------- | --- | ---------------------- |
| 01.01.2025 | Ростовська обл.     | Ростов-на-Дону       | БпЛА             | відомо про атаки безпілотників                                                                           | —                      |
| 01.01.2025 | Ростовська обл.     | Таганрог             | БпЛА             | відомо про атаки безпілотників                                                                           | —                      |
| 01.01.2025 | Курська обл.        | Біловський р-н       | ракетний удар    | відомо про ракетний удар, наслідки не встановлено                                                        | —                      |
| 02.01.2025 | Курська обл.        | Івановське           | M142 HIMARS      | ракетний удар по ймовірному місці розташування особового складу                                          | 7+ загиблих, поранені  |
| 05.01.2025 | Ростовська обл.     | Міллерово            | БпЛА             | відомо про атаку військового аеродрому безпілотниками                                                    | —                      |
| 05.01.2025 | Ростовська обл.     | Таганрог             | БпЛА             | відомо про пошкодження житлових будинків внаслідок атаки безпілотників                                   | —                      |
| 06.01.2025 | Ростовська обл.     | Каменськ-Шахтинський | ракетний удар    | уражено підприємство з виробництва твердого ракетного палива                                             | —                      |
| 07.01.2025 | Курська обл.        | Біла                 | ракетний удар    | українськими військовими заявлено про удар по командному пункті 810 обрмп                                | —                      |
| 09.01.2025 | Краснодарський край | Слов'янськ-на-Кубані | БпЛА             | відомо про атаки безпілотників                                                                           | —                      |
| 09.01.2025 | Курська обл.        | Горшеченський р-н    | БпЛА             | від атаки виникла пожежа на птахофабриці «Черкізове куряче царство»                                      | —                      |
| 10.01.2025 | Ростовська обл.     | Крюків               | БпЛА             | внаслідок атаки загорівся завод «ПластФактор»                                                            | —                      |
| 10.01.2025 | Ростовська обл.     | Чалтир               | БпЛА             | внаслідок атаки загорівся Чалтирський цегляний завод                                                     | —                      |
| 11.01.2025 | Краснодарський край | Анапа                | БпЛА             | відомо про атаки безпілотників                                                                           | —                      |
| 11.01.2025 | Краснодарський край | Новоросійськ         | БпЛА             | безпілотники атакували портову інфраструктуру, розпочалася сильна пожежа                                 | —                      |
| 13.01.2025 | Краснодарський край | Гай-Кодзор           | БпЛА             | атака компресорної станції «Російська» трубопроводу «Турецький потік»                                    | —                      |
| 14.01.2025 | Воронезька обл.     | Воронезька обл.      | БпЛА             | відомо про атаки безпілотників                                                                           | —                      |
| 14.01.2025 | Ростовська обл.     | Ростовська обл.      | БпЛА             | відомо про атаки безпілотників                                                                           | —                      |
| 14.01.2025 | Брянська обл.       | Брянська обл.        | БпЛА             | відомо про атаки безпілотників                                                                           | —                      |
| 14.01.2025 | Брянська обл.       | Сєльцо               | БпЛА             | атаковано Брянський хімічний завод                                                                       | —                      |
| 15.01.2025 | Воронезька обл.     | Лиски                | БпЛА             | дрони вдарили по нафтобазі у Воронезькій області, виникла пожежа                                         | —                      |
| 18.01.2025 | Бєлгородська обл.   | Графовка             | БпЛА             | було знищено комплекс ЗРК «Тор-М2»                                                                       | —                      |
| 21.01.2025 | Брянська обл.       | Брянська обл.        | БпЛА             | відомо про атаки безпілотників                                                                           | —                      |
| 21.01.2025 | Воронезька обл.     | Лиски                | БпЛА             | відомо про повторний удар по нафтобазі                                                                   | —                      |
| 22.01.2025 | Ростовська обл.     | Ростовська обл.      | БпЛА             | відомо про атаки безпілотників                                                                           | —                      |
| 24.01.2025 | Брянська обл.       | Брянськ              | БпЛА             | відомо про четверту за час вторгнення атаку на завод «Кремній ЕЛ»                                        | —                      |
| 24.01.2025 | Курська обл.        | Курськ               | БпЛА             | відомо про зникнення опалення у понад 130 000 споживачів після атаки                                     | —                      |
| 24.01.2025 | Воронезька обл.     | Воронезька обл.      | БпЛА             | відомо про атаки безпілотників                                                                           | —                      |
| 24.01.2025 | Ростовська обл.     | Ростовська обл.      | БпЛА             | відомо про атаки безпілотників                                                                           | —                      |
| 24.01.2025 | Бєлгородська обл.   | Бєлгородська обл.    | БпЛА             | відомо про атаки безпілотників                                                                           | —                      |
| 27.01.2025 | Бєлгородська обл.   | Бєлгородська обл.    | БпЛА             | відомо про атаки безпілотників                                                                           | —                      |
| 27.01.2025 | Воронезька обл.     | Воронезька обл.      | БпЛА             | відомо про атаки безпілотників                                                                           | —                      |
| 27.01.2025 | Курська обл.        | Курська обл.         | БпЛА             | відомо про атаки безпілотників                                                                           | —                      |
| 28.01.2025 | Бєлгородська обл.   | Бєлгород             | БпЛА             | заявлено про пошкодження житлових та нежитлових будівель                                                 | —                      |
| 30.01.2025 | Брянська обл.       | Новозибков           | БпЛА             | атака нафтоперекачувальної станції трубопроводу «Дружба»                                                 | —                      |
| 30.01.2025 | Брянська обл.       | Найтиповичі          | БпЛА             | диспетчерська станція «8Н» нафтопроводу «Дружба»                                                         | —                      |
| 31.01.2025 | Ростовська обл.     | Ростовська обл.      | БпЛА             | відомо про атаки безпілотників                                                                           | —                      |
| 31.01.2025 | Курська обл.        | Рильськ              | ракетний удар    | завлено про удар по командному пункту угруповання військ «Курськ» ЗС РФ                                  | —                      |
| 05.02.2025 | Краснодарський край | Новомінська          | БпЛА             | внаслідок атаки ударних дронів загорілися резервуари з нафтопродуктами                                   | —                      |
| 06.02.2025 | Краснодарський край | Приморсько-Ахтарськ  | БпЛА             | атаковано військовий аеродром та військову інфраструктуру                                                | —                      |
| 07.02.2025 | Курська обл.        | Курська обл.         | M142 HIMARS      | військова інфраструктура                                                                                 | —                      |
| 08.02.2025 | Ростовська обл.     | Чортково             | БпЛА             | українські безпілотники атакували нафтоперекачувальну станцію                                            | —                      |
| 10.02.2025 | Краснодарський край | Краснодар            | БпЛА             | безпілотником був атакований житловий комплекс у місті                                                   | —                      |
| 10.02.2025 | Краснодарський край | Афіпський            | БпЛА             | безпілотниками був атакований Афіпський нафтопереробний завод                                            | —                      |
| 17.02.2025 | Краснодарський край | Ільський             | БпЛА             | дрони атакували нафтопереробний завод                                                                    | —                      |
| 17.02.2025 | Краснодарський край | Кропоткінська        | БпЛА             | нафтоперекачувальна станція «Кропоткінська» виведена з ладу після атаки БпЛА                             | —                      |
| 21.02.2025 | Краснодарський край | Нововеличковська     | БпЛА             | безпілотники атакували підстанцію, відбулася пожежа                                                      | —                      |
| 26.02.2025 | Краснодарський край | Туапсе               | БпЛА             | відомо про атаку нафтопереробного заводу та інфраструктури порту                                         | —                      |
| 03.03.2025 | Ростовська обл.     | Чертковський р-н     | БпЛА             | внаслідок атаки дронів загорівся нафтопровід                                                             | —                      |
| 04.03.2025 | Ростовська обл.     | Новошахтинськ        | БпЛА             | дрони атакували Новошахтинський нафтопереробний завод                                                    | —                      |
| 08.03.2025 | Воронезька обл.     | Бутурлинівка         | БпЛА             | під атаку дронів потрапив спиртзавод                                                                     | —                      |
| 08.03.2025 | Брянська обл.       | Стародуб             | БпЛА             | дрони ударили по підприємству з виробництва сухпайків для армії РФ                                       | —                      |
| 08.03.2025 | Ростовська обл.     | Ряженоє              | БпЛА             | відомо про атаки безпілотників, пошкоджено приватні будинки                                              | —                      |
| 09.03.2025 | Курська обл.        | Курська обл.         | БпЛА             | відомо про атаки безпілотників                                                                           | —                      |
| 11.03.2025 | Брянська обл.       | Унеча                | БпЛА             | ураження інфраструктури нафтопроводу «Дружба»                                                            | —                      |
| 13.03.2025 | Бєлгородська обл.   | Бєлгородська обл.    | БпЛА             | відомо про атаки безпілотників                                                                           | —                      |
| 13.03.2025 | Брянська обл.       | Брянська обл.        | БпЛА             | відомо про атаки безпілотників                                                                           | —                      |
| 13.03.2025 | Курська обл.        | Курська обл.         | БпЛА             | відомо про атаки безпілотників                                                                           | —                      |
| 13.03.2025 | Воронезька обл.     | Воронезька обл.      | БпЛА             | відомо про атаки безпілотників, пошкоджені два об'єкти інфраструктури                                    | —                      |
| 13.03.2025 | Ростовська обл.     | Калінінський         | БпЛА             | атака спричинила пожежу на території Калінінської газоперекачувальної станції                            | —                      |
| 14.03.2025 | Краснодарський край | Туапсе               | БпЛА             | безпілотники атакували НПЗ, на одному з резервуарів спалахнула пожежа                                    | —                      |
| 14.03.2025 | Бєлгородська обл.   | Радьківка            | БпЛА             | атакований польовий склад ракет для комплексів С-300/С-400                                               | —                      |
| 16.03.2025 | Курська обл.        | Желєзногорськ        | БпЛА             | відомо про масовану атаку БпЛА на різні обʼєкти у місті                                                  | —                      |
| 18.03.2025 | Бєлгородська обл.   | Бєлгород             | БпЛА             | відомо про атаки безпілотників                                                                           | 2 поранено             |
| 19.03.2025 | Краснодарський край | Кавказька            | БпЛА             | ударні дрони уразили пункт перевалки нафти «Кавказская»                                                  | 2 поранено             |
| 19.03.2025 | Бєлгородська обл.   | Бєлгород             | M142 HIMARS      | ракетним ударом обстріляна стоянка гелікоптерів                                                          | —                      |
| 20.03.2025 | Воронезька обл.     | Розсош               | БпЛА             | відомо про атаки безпілотників                                                                           | —                      |
| 23.03.2025 | Ростовська обл.     | Ростовська обл.      | БпЛА             | відомо про атаки безпілотників                                                                           | 1 загиблий             |
| 25.03.2025 | Краснодарський край | Краснодарський край  | БпЛА             | російською владою заявлено про атаку енергетичної інфраструктури                                         | —                      |
| 31.03.2025 | Бєлгородська обл.   | Іванівська Лисиця    | БпЛА             | внаслідок атаки дрона вибухнув склад боєприпасів                                                         | 1 загиблий, поранені   |
| 02.04.2025 | Курська обл.        | Курськ               | БпЛА             | відомо про пошкодження житлових та інших будівель внаслідок атаки БпЛА                                   | —                      |
| 02.04.2025 | Ростовська обл.     | Таганрог             | БпЛА             | відомо про пошкодження житлових та інших будівель внаслідок атаки БпЛА                                   | 2 поранено             |
| 07.04.2025 | Бєлгородська обл.   | Ближнє               | БпЛА             | сили оборони уразили безпілотниками ЗГРК «Панцир»                                                        | ЗГРК «Панцир»          |
| 07.04.2025 | Бєлгородська обл.   | Демидівка            | БпЛА             | зафіксоване ураження безпілотниками російських військових                                                | загиблі і поранені     |
| 07.04.2025 | Бєлгородська обл.   | Попівка              | БпЛА             | зафіксоване ураження безпілотниками російських військових                                                | загиблі і поранені     |
| 08.04.2025 | Курська обл.        | Гоптарівка           | авіаудар         | авіаудар по місцю розташування особового складу супротивника                                             | загиблі і поранені     |
| 09.04.2025 | Бєлгородська обл.   | Бєлгородська обл.    | БпЛА             | відомо про атаки безпілотників                                                                           | —                      |
| 09.04.2025 | Воронезька обл.     | Воронезька обл.      | БпЛА             | відомо про атаки безпілотників                                                                           | —                      |
| 09.04.2025 | Курська обл.        | Курська обл.         | БпЛА             | відомо про атаки безпілотників                                                                           | —                      |
| 09.04.2025 | Ростовська обл.     | Ростовська обл.      | БпЛА             | відомо про атаки безпілотників                                                                           | —                      |
| 09.04.2025 | Краснодарський край | Краснодарський край  | БпЛА             | відомо про атаки безпілотників                                                                           | —                      |
| 11.04.2025 | Курська обл.        | Сорокин              | БпЛА             | було здійснено атаку по ангарах, де розміщувалася техніка ЗРК С-400 «Тріумф»                             | С-400                  |
| 13.04.2025 | Курська обл.        | Курська обл.         | БпЛА             | 413-й окремий батальйон безпілотних систем «Рейд» атакував інженерну техніку                             | інженерна техніка      |
| 15.04.2025 | Курська обл.        | Курськ               | БпЛА             | відомо про атаки безпілотників, заявлено про руйнування житлового будинку                                | 1 загиблий, 9 поранено |
| 15.04.2025 | Курська обл.        | Курська обл.         | —                | ЗСУ атакували ППД 448-ї ракетної бригади                                                                 | загиблі і поранені     |
| 15.04.2025 | Курська обл.        | Рильськ              | БпЛА             | скидом з дрону було уражено склад боєприпасів розміщений в одній з житлових будівель                     | —                      |
| 17.04.2025 | Курська обл.        | Курськ               | БпЛА             | відомо про атаки безпілотників                                                                           | —                      |
| 28.04.2025 | Брянська обл.       | Брянськ              | БпЛА             | дрони патакували завод мікроелектроніки «Кремній-Ел» впʼяте з 2022 року                                  | —                      |
| 28.04.2025 | Курська обл.        | Курська обл.         | БпЛА             | безпілотник атакував російську мобільну дециметрову РЛС                                                  | —                      |
| 30.04.2025 | Курська обл.        | Рильськ              | БпЛА             | відомо про атаку безпілотниками і пожежу                                                                 | 3+ поранено            |
| 02.05.2025 | Бєлгородська обл.   | Бєлгородська обл.    | БпЛА             | відомо про атаки безпілотників                                                                           | —                      |
| 02.05.2025 | Брянська обл.       | Брянська обл.        | БпЛА             | відомо про атаки безпілотників                                                                           | —                      |
| 03.05.2025 | Ростовська обл.     | Целина               | БпЛА             | відомо про атаку БпЛА та пошкодження забудови                                                            | —                      |
| 03.05.2025 | Краснодарський край | Краснодарський край  | БпЛА             | відомо про атаки безпілотників                                                                           | —                      |
| 03.05.2025 | Краснодарський край | Новоросійськ         | БпЛА             | безпілотники пошкодили три житлові будинки та резервуари на зерновому терміналі                          | 5 поранено             |
| 04.05.2025 | Брянська обл.       | Суземський р-н       | РСЗВ             | відомо про масштабний обстріл заводу з виробництва трансформаторів «Стріла»                              | —                      |
| 05.05.2025 | Брянська обл.       | Брянська обл.        | БпЛА             | відомо про атаки безпілотників                                                                           | —                      |
| 06.05.2025 | Курська обл.        | Кулемзино            | M142 HIMARS      | було знищено РСЗВ «Ураган-1М»                                                                            | «Ураган-1М»            |
| 06.05.2025 | Бєлгородська обл.   | Бєлгородська обл.    | БпЛА             | відомо про масовану атаку українських безпілотників та закриті аеропорти                                 | —                      |
| 06.05.2025 | Брянська обл.       | Брянська обл.        | БпЛА             | відомо про масовану атаку українських безпілотників та закриті аеропорти                                 | —                      |
| 06.05.2025 | Воронезька обл.     | Воронезька обл.      | БпЛА             | відомо про масовану атаку українських безпілотників та закриті аеропорти                                 | —                      |
| 06.05.2025 | Курська обл.        | Курська обл.         | БпЛА             | відомо про масовану атаку українських безпілотників та закриті аеропорти                                 | —                      |
| 06.05.2025 | Ростовська обл.     | Ростовська обл.      | БпЛА             | відомо про масовану атаку українських безпілотників та закриті аеропорти                                 | —                      |
| 08.05.2025 | Курська обл.        | Глушкове             | M142 HIMARS      | був атакований райвідділ поліції                                                                         | —                      |
| 09.05.2025 | Бєлгородська обл.   | Бєлгород             | БпЛА             | дрон атакував будівлю уряду Бєлгородської області                                                        | 2+ поранено            |
| 10.05.2025 | Курська обл.        | Рильськ              | M142 HIMARS      | уражено пункт дислокації 40 обрмп                                                                        | загиблі і поранені     |
| 18.05.2025 | Курська обл.        | Велике Солдатське    | —                | відомо про атаку по ймовірному місцю дислокації російських військових                                    | —                      |
| 19.05.2025 | Курська обл.        | Глушкове             | M142 HIMARS      | відомо про атаковану будівля лікарні                                                                     | —                      |
| 20.05.2025 | Курська обл.        | Глушкове             | M142 HIMARS      | відомо про атаки будівель лікарні та пошти                                                               | —                      |
| 21.05.2025 | Брянська обл.       | Брянська обл.        | рейд             | відомо про ймовірний рейд вглиб Брянської області                                                        | —                      |
| 22.05.2025 | Курська обл.        | Льгов                | M142 HIMARS      | атаковане скупчення військової техніки, особовий склад                                                   | загиблі і поранені     |
| 22.05.2025 | Бєлгородська обл.   | Алексєєвка           | БпЛА             | заявлено про атаку цильної інфраструктури                                                                | —                      |
| 22.05.2025 | Бєлгородська обл.   | Бєлгородська обл.    | БпЛА             | відомо про масовану атаку українських безпілотників та закриті аеропорти                                 | —                      |
| 22.05.2025 | Брянська обл.       | Брянська обл.        | БпЛА             | відомо про масовану атаку українських безпілотників та закриті аеропорти                                 | —                      |
| 22.05.2025 | Воронезька обл.     | Воронезька обл.      | БпЛА             | відомо про масовану атаку українських безпілотників та закриті аеропорти                                 | —                      |
| 22.05.2025 | Курська обл.        | Курська обл.         | БпЛА             | відомо про масовану атаку українських безпілотників та закриті аеропорти                                 | —                      |
| 23.05.2025 | Курська обл.        | Глушкове             | авіаудар         | МіГ-29 України уразив будинок з операторами дронів                                                       | загиблі і поранені     |
| 25.05.2025 | Бєлгородська обл.   | Бєлгородська обл.    | БпЛА             | відомо про масовану атаку українських безпілотників та закриті аеропорти                                 | —                      |
| 25.05.2025 | Брянська обл.       | Брянська обл.        | БпЛА             | відомо про масовану атаку українських безпілотників та закриті аеропорти                                 | —                      |
| 25.05.2025 | Курська обл.        | Курська обл.         | БпЛА             | відомо про масовану атаку українських безпілотників та закриті аеропорти                                 | —                      |
| 26.05.2025 | Бєлгородська обл.   | Бєлгородська обл.    | БпЛА             | відомо про атаки безпілотників                                                                           | —                      |
| 26.05.2025 | Брянська обл.       | Брянська обл.        | БпЛА             | відомо про атаки безпілотників                                                                           | —                      |
| 26.05.2025 | Курська обл.        | Курська обл.         | БпЛА             | відомо про атаки безпілотників                                                                           | —                      |
| 27.05.2025 | Бєлгородська обл.   | Бєлгородська обл.    | БпЛА             | відомо про атаки безпілотників                                                                           | —                      |
| 27.05.2025 | Воронезька обл.     | Воронезька обл.      | БпЛА             | відомо про атаки безпілотників                                                                           | —                      |
| 27.05.2025 | Ростовська обл.     | Ростовська обл.      | БпЛА             | відомо про атаки безпілотників                                                                           | —                      |
| 28.05.2025 | Бєлгородська обл.   | Бєлгородська обл.    | БпЛА             | відомо про масовану атаку українських безпілотників та закриті аеропорти                                 | —                      |
| 28.05.2025 | Брянська обл.       | Брянська обл.        | БпЛА             | відомо про атаки безпілотників та пошкодження житлових будинків                                          | —                      |
| 28.05.2025 | Воронезька обл.     | Воронезька обл.      | БпЛА             | відомо про масовану атаку українських безпілотників та закриті аеропорти                                 | —                      |
| 28.05.2025 | Курська обл.        | Курська обл.         | БпЛА             | відомо про масовану атаку українських безпілотників та закриті аеропорти                                 | —                      |
| 29.05.2025 | Курська обл.        | Коренево             | M142 HIMARS      | відомо про удар по дислокації військових ЗС РФ                                                           | загиблі і поранені     |
| 29.05.2025 | Бєлгородська обл.   | Бєлгородська обл.    | БпЛА             | відомо про атаки безпілотників                                                                           | —                      |
| 29.05.2025 | Брянська обл.       | Брянська обл.        | БпЛА             | відомо про атаки безпілотників                                                                           | —                      |
| 31.05.2025 | Курська обл.        | Льгов                | БпЛА             | відомо про атаку залізничної інфраструктури                                                              | —                      |
| 31.05.2025 | Курська обл.        | Рильськ              | БпЛА             | відомо ураження ймовірного місця дислокації російських військових                                        | —                      |
| 02.06.2025 | Воронезька обл.     | Борисоглєбськ        | БпЛА             | відомо про атаку на військовий аеродром Борисоглєбск                                                     | загиблі і поранені     |
| 02.06.2025 | Воронезька обл.     | Воронеж              | БпЛА             | відомо про атаки безпілотників                                                                           | —                      |
| 02.06.2025 | Краснодарський край | Тихорєцьк            | БпЛА             | відомо про атаку безпілотників на територію військового аеродрому                                        | —                      |
| 02.06.2025 | Курська обл.        | Курськ               | БпЛА             | відомо про атаки безпілотників                                                                           | —                      |
| 02.06.2025 | Ростовська обл.     | Ростов-на-Дону       | БпЛА             | відомо про атаки безпілотників                                                                           | —                      |
| 03.06.2025 | Бєлгородська обл.   | Бєлгородська обл.    | БпЛА             | відомо про атаки безпілотників                                                                           | —                      |
| 03.06.2025 | Курська обл.        | Рильськ              | БпЛА             | відомо про атаки безпілотників                                                                           | —                      |
| 04.06.2025 | Брянська обл.       | Климівський район    | артобстріл       | заявлений обстріл свиноводного комплексу «Хоромноє» агрохолдингу «Міраторг»                              | —                      |
| 05.06.2025 | Курська обл.        | Рильськ              | артобстріл       | заявлено про атаку на цивільну інфраструктуру                                                            | 2 загиблих, 6 поранено |
| 05.06.2025 | Бєлгородська обл.   | Бєлгородська обл.    | БпЛА             | відомо про атаки безпілотників                                                                           | —                      |
| 05.06.2025 | Воронезька обл.     | Воронезька обл.      | БпЛА             | відомо про атаки безпілотників                                                                           | —                      |
| 05.06.2025 | Ростовська обл.     | Ростовська обл.      | БпЛА             | відомо про атаки безпілотників                                                                           | —                      |
| 05.06.2025 | Ростовська обл.     | Міллерово            | БпЛА             | стало відомо що під удар потрапив аеродром Міллерово                                                     | —                      |
| 06.06.2025 | Бєлгородська обл.   | Бєлгородська обл.    | БпЛА             | відомо про масовану атаку українських безпілотників та закриті аеропорти                                 | —                      |
| 06.06.2025 | Бєлгородська обл.   | Бєлгород             | БпЛА             | заявлено про обстріл адмінбудівель                                                                       | 1 поранений            |
| 06.06.2025 | Брянська обл.       | Брянська обл.        | БпЛА             | відомо про масовану атаку українських безпілотників та закриті аеропорти                                 | —                      |
| 06.06.2025 | Брянська обл.       | Брянськ              | обстріл          | відомо про масштабні вибухи від детонації боєприпасів                                                    | —                      |
| 06.06.2025 | Воронезька обл.     | Воронезька обл.      | БпЛА             | відомо про масовану атаку українських безпілотників та закриті аеропорти                                 | —                      |
| 06.06.2025 | Курська обл.        | Курська обл.         | БпЛА             | відомо про масовану атаку українських безпілотників та закриті аеропорти                                 | —                      |
| 06.06.2025 | Ростовська обл.     | Ростовська обл.      | БпЛА             | відомо про масовану атаку українських безпілотників та закриті аеропорти                                 | —                      |
| 08.06.2025 | Бєлгородська обл.   | Бєлгородська обл.    | БпЛА             | відомо про масовану атаку українських безпілотників та закриті аеропорти                                 | —                      |
| 08.06.2025 | Брянська обл.       | Брянська обл.        | БпЛА             | відомо про масовану атаку українських безпілотників та закриті аеропорти                                 | —                      |
| 08.06.2025 | Курська обл.        | Курська обл.         | БпЛА             | відомо про масовану атаку українських безпілотників та закриті аеропорти                                 | —                      |
| 09.06.2025 | Курська обл.        | Рильськ              | M142 HIMARS      | атаковане місце дислокації російських військових                                                         | загиблі і поранені     |
| 09.06.2025 | Бєлгородська обл.   | Корочанський р-н     | БпЛА             | відомо про атаки на обʼєкти інфраструктури та техніку                                                    | —                      |
| 09.06.2025 | Воронезька обл.     | Борисоглєбськ        | БпЛА             | відомо про атаку на військовий аеродром Борисоглєбск                                                     | —                      |
| 10.06.2025 | Бєлгородська обл.   | Бєлгородська обл.    | БпЛА             | відомо про масовану атаку українських безпілотників та закриті аеропорти                                 | —                      |
| 10.06.2025 | Брянська обл.       | Брянська обл.        | БпЛА             | відомо про масовану атаку українських безпілотників та закриті аеропорти                                 | —                      |
| 10.06.2025 | Воронезька обл.     | Воронезька обл.      | БпЛА             | відомо про масовану атаку українських безпілотників та закриті аеропорти                                 | —                      |
| 10.06.2025 | Курська обл.        | Курська обл.         | БпЛА             | відомо про масовану атаку українських безпілотників та закриті аеропорти                                 | —                      |
| 12.06.2025 | Бєлгородська обл.   | Бєлгородська обл.    | БпЛА             | відомо про атаки безпілотників                                                                           | —                      |
| 12.06.2025 | Брянська обл.       | Брянська обл.        | БпЛА             | відомо про атаки безпілотників                                                                           | —                      |
| 13.06.2025 | Воронезька обл.     | Бутурлинівка         | БпЛА             | удар по території 899-го гвардійського штурмового авіаційного Оршанського полку                          | —                      |
| 17.06.2025 | Воронезька обл.     | Воронезька обл.      | БпЛА             | відомо про атаки безпілотників                                                                           | —                      |
| 17.06.2025 | Курська обл.        | Курська обл.         | БпЛА             | відомо про атаки безпілотників                                                                           | —                      |
| 19.06.2025 | Бєлгородська обл.   | Бєлгородська обл.    | БпЛА             | відомо про масовану атаку українських безпілотників та закриті аеропорти                                 | —                      |
| 19.06.2025 | Брянська обл.       | Брянська обл.        | БпЛА             | відомо про масовану атаку українських безпілотників та закриті аеропорти                                 | —                      |
| 19.06.2025 | Курська обл.        | Курська обл.         | БпЛА             | відомо про масовану атаку українських безпілотників та закриті аеропорти                                 | —                      |
| 19.06.2025 | Ростовська обл.     | Ростовська обл.      | БпЛА             | відомо про масовану атаку українських безпілотників та закриті аеропорти                                 | —                      |
| 20.06.2025 | Бєлгородська обл.   | Бєлгородська обл.    | БпЛА             | відомо про атаки безпілотників                                                                           | —                      |
| 20.06.2025 | Брянська обл.       | Брянська обл.        | БпЛА             | відомо про атаки безпілотників                                                                           | —                      |
| 20.06.2025 | Воронезька обл.     | Воронезька обл.      | БпЛА             | відомо про атаки безпілотників                                                                           | —                      |
| 20.06.2025 | Курська обл.        | Курська обл.         | БпЛА             | відомо про атаки безпілотників                                                                           | —                      |
| 20.06.2025 | Ростовська обл.     | Ростовська обл.      | БпЛА             | відомо про атаки безпілотників                                                                           | —                      |
| 21.06.2025 | Воронезька обл.     | Воронезька обл.      | БпЛА             | відомо про атаки безпілотників                                                                           | —                      |
| 21.06.2025 | Курська обл.        | Курська обл.         | БпЛА             | відомо про атаки безпілотників                                                                           | —                      |
| 22.06.2025 | Ростовська обл.     | Каменськ-Шахтинський | БпЛА             | відомо про атаку і пожежу на комбінаті «Атлас» Росрезерву                                                | —                      |
| 23.06.2025 | Бєлгородська обл.   | Роговате             | БпЛА             | безпілотники ЗСУ атакували військову частину                                                             | загиблі і поранені     |
| 24.06.2025 | Бєлгородська обл.   | Бєлгородська обл.    | БпЛА             | відомо про атаки безпілотників                                                                           | —                      |
| 24.06.2025 | Брянська обл.       | Брянська обл.        | БпЛА             | відомо про атаки безпілотників                                                                           | —                      |
| 24.06.2025 | Воронезька обл.     | Воронезька обл.      | БпЛА             | відомо про атаки безпілотників                                                                           | —                      |
| 24.06.2025 | Курська обл.        | Курська обл.         | БпЛА             | відомо про атаки безпілотників                                                                           | —                      |
| 25.06.2025 | Бєлгородська обл.   | Бєлгородська обл.    | БпЛА             | відомо про атаки безпілотників                                                                           | —                      |
| 25.06.2025 | Брянська обл.       | Брянська обл.        | БпЛА             | відомо про атаки безпілотників                                                                           | —                      |
| 25.06.2025 | Краснодарський край | Краснодарський край  | БпЛА             | відомо про атаки безпілотників                                                                           | —                      |
| 25.06.2025 | Курська обл.        | Курська обл.         | БпЛА             | відомо про атаки безпілотників                                                                           | —                      |
| 25.06.2025 | Курська обл.        | Маршала Жукова       | БпЛА             | відомо про атаку безпілотниками військової частини і знищену військову техніку                           | поранені               |
| 25.06.2025 | Ростовська обл.     | Ростовська обл.      | БпЛА             | відомо про атаки безпілотників                                                                           | —                      |
| 25.06.2025 | Ростовська обл.     | Азов                 | БпЛА             | відомо про влучання в обʼєкти інфраструктури                                                             | —                      |
| 25.06.2025 | Ростовська обл.     | Таганрог             | БпЛА             | відомо про влучання в обʼєкти інфраструктури                                                             | —                      |
| 26.06.2025 | Бєлгородська обл.   | Бєлгородська обл.    | БпЛА             | відомо про масовану атаку українських безпілотників та закриті аеропорти                                 | —                      |
| 26.06.2025 | Бєлгородська обл.   | П'ятницьке           | БпЛА             | відомо про атаку АЗС і пожежу                                                                            | —                      |
| 26.06.2025 | Брянська обл.       | Брянська обл.        | БпЛА             | відомо про масовану атаку українських безпілотників та закриті аеропорти                                 | —                      |
| 26.06.2025 | Брянська обл.       | Брянськ              | БпЛА             | дрони ГУР атакували склади зберігання ракетного палива                                                   | —                      |
| 26.06.2025 | Курська обл.        | Курська обл.         | БпЛА             | відомо про масовану атаку українських безпілотників та закриті аеропорти                                 | —                      |
| 26.06.2025 | Ростовська обл.     | Ростовська обл.      | БпЛА             | відомо про масовану атаку українських безпілотників та закриті аеропорти                                 | —                      |
| 27.06.2025 | Бєлгородська обл.   | Бєлгородська обл.    | БпЛА             | відомо про атаки безпілотників                                                                           | —                      |
| 27.06.2025 | Брянська обл.       | Брянська обл.        | БпЛА             | відомо про атаки безпілотників                                                                           | —                      |
| 27.06.2025 | Ростовська обл.     | Ростовська обл.      | БпЛА             | відомо про атаки безпілотників                                                                           | —                      |
| 28.06.2025 | Брянська обл.       | Брянська обл.        | БпЛА             | відомо про атаки безпілотників                                                                           | —                      |
| 28.06.2025 | Брянська обл.       | Брянськ              | БпЛА             | уражено 120-й арсенал Головного ракетно-артилерійського управління МО РФ                                 | —                      |
| 29.06.2025 | Курська обл.        | Курська обл.         | БпЛА             | відомо про масовану атаку українських безпілотників та закриті аеропорти                                 | —                      |
| 29.06.2025 | Ростовська обл.     | Ростовська обл.      | БпЛА             | відомо про масовану атаку українських безпілотників та закриті аеропорти                                 | —                      |
| 30.06.2025 | Курська обл.        | Курська обл.         | БпЛА             | відомо про атаки безпілотників                                                                           | —                      |
| 01.07.2025 | Бєлгородська обл.   | Бєлгородська обл.    | БпЛА             | відомо про масовану атаку українських безпілотників та закриті аеропорти                                 | —                      |
| 01.07.2025 | Воронезька обл.     | Воронезька обл.      | БпЛА             | відомо про масовану атаку українських безпілотників та закриті аеропорти                                 | —                      |
| 01.07.2025 | Курська обл.        | Курська обл.         | БпЛА             | відомо про масовану атаку українських безпілотників та закриті аеропорти                                 | —                      |
| 01.07.2025 | Ростовська обл.     | Ростовська обл.      | БпЛА             | відомо про масовану атаку українських безпілотників та закриті аеропорти                                 | —                      |
| 03.07.2025 | Курська обл.        | Халіно               | БпЛА             | українські сили знищили склад авіаційного озброєння на аеродромі «Халіно»                                | —                      |
| 04.07.2025 | Бєлгородська обл.   | Бєлгородська обл.    | БпЛА             | відомо про атаки безпілотників                                                                           | —                      |
| 04.07.2025 | Курська обл.        | Курська обл.         | БпЛА             | відомо про атаки безпілотників                                                                           | —                      |
| 04.07.2025 | Ростовська обл.     | Ростовська обл.      | БпЛА             | відомо про атаки безпілотників                                                                           | —                      |
| 04.07.2025 | Ростовська обл.     | Азов                 | БпЛА             | дрони атакували оптико-механічний завод у місті Азов                                                     | —                      |
| 04.07.2025 | Ростовська обл.     | Долотинка            | БпЛА             | заявлено про пошкодження житлових будинків та інфраструктури                                             | —                      |
| 05.07.2025 | Воронезька обл.     | Борисоглєбськ        | БпЛА             | дрони атакували авіаційний центр підготовки та авіабазу «Борисоглєбськ»                                  | —                      |
| 05.07.2025 | Воронезька обл.     | Воронезька обл.      | БпЛА             | відомо про атаки безпілотників                                                                           | —                      |
| 06.07.2025 | Бєлгородська обл.   | Бєлгородська обл.    | БпЛА             | відомо про масовану атаку українських безпілотників та закриті аеропорти                                 | —                      |
| 06.07.2025 | Брянська обл.       | Брянська обл.        | БпЛА             | відомо про масовану атаку українських безпілотників та закриті аеропорти                                 | —                      |
| 06.07.2025 | Курська обл.        | Курська обл.         | БпЛА             | відомо про масовану атаку українських безпілотників та закриті аеропорти                                 | —                      |
| 06.07.2025 | Краснодарський край | Краснодарський край  | БпЛА             | відомо про масовану атаку українських безпілотників та закриті аеропорти                                 | —                      |
| 06.07.2025 | Краснодарський край | Новоросійськ         | БпЛА, БНА        | відомо про спробу атаки дронів на флот в Новоросійську                                                   | —                      |
| 07.07.2025 | Краснодарський край | Ільський             | БпЛА             | відомо про спробу атаки Ільського нафтопереробного заводу                                                | —                      |
| 08.07.2025 | Курська обл.        | Курськ               | БпЛА             | заявлено про атаку цивільної інфраструктури міста                                                        | загиблі і поранені     |
| 09.07.2025 | Курська обл.        | Курськ               | БпЛА             | відомо про атаку безпілотників, руйнування та пожежі                                                     | —                      |
| 09.07.2025 | Курська обл.        | Рильськ              | БпЛА             | відомо про атаку безпілотників, руйнування та пожежі                                                     | 7 поранено             |
| 11.07.2025 | Бєлгородська обл.   | Бєлгородська обл.    | БпЛА             | відомо про масовану атаку українських безпілотників та закриті аеропорти                                 | —                      |
| 11.07.2025 | Брянська обл.       | Брянська обл.        | БпЛА             | відомо про масовану атаку українських безпілотників та закриті аеропорти                                 | —                      |
| 11.07.2025 | Краснодарський край | Єйськ                | БпЛА             | відомо про пошкоджену РЛС та пораненого військового внаслідок атаки БпЛА                                 | РЛС, 1 поранений       |
| 11.07.2025 | Курська обл.        | Курська обл.         | БпЛА             | відомо про масовану атаку українських безпілотників та закриті аеропорти                                 | —                      |
| 11.07.2025 | Ростовська обл.     | Таганрог             | БпЛА             | відомо про атаку безпілотників на на авіазавод «ТАНТК імені Г. К. Берієва»                               | —                      |
| 11.07.2025 | Ростовська обл.     | Ростовська обл.      | БпЛА             | відомо про масовану атаку українських безпілотників та закриті аеропорти                                 | —                      |
| 12.07.2025 | Бєлгородська обл.   | Бєлгород             | БпЛА             | відомо про атаку безпілоника на «Бєлгород-Арену», будинки і пожежу                                       | поранені               |
| 13.07.2025 | Бєлгородська обл.   | Бєлгородська обл.    | БпЛА             | відомо про масовану атаку українських безпілотників, заявлено про пошкодження                            | 2+ поранені            |
| 13.07.2025 | Воронезька обл.     | Воронезька обл.      | БпЛА             | відомо про масовану атаку українських безпілотників                                                      | —                      |
| 15.07.2025 | Воронезька обл.     | Воронеж              | БпЛА             | заявлено про руйнування цивільної забудови внаслідок атаки БпЛА                                          | 16+ поранено           |
| 17.07.2025 | Воронезька обл.     | Воронеж              | БпЛА             | заявлено про атаку цивільної інфраструктури                                                              | загиблі і поранені     |
| 17.07.2025 | Бєлгородська обл.   | Бєлгородська обл.    | БпЛА             | відомо про масовану атаку українських безпілотників та закриті аеропорти                                 | —                      |
| 17.07.2025 | Бєлгородська обл.   | Бєлгород             | БпЛА             | заявлено про атаку цивільної інфраструктури                                                              | 6+ поранено            |
| 17.07.2025 | Брянська обл.       | Брянська обл.        | БпЛА             | відомо про масовану атаку українських безпілотників та закриті аеропорти                                 | —                      |
| 17.07.2025 | Воронезька обл.     | Воронезька обл.      | БпЛА             | відомо про масовану атаку українських безпілотників та закриті аеропорти                                 | —                      |
| 17.07.2025 | Курська обл.        | Курська обл.         | БпЛА             | відомо про масовану атаку українських безпілотників та закриті аеропорти                                 | —                      |
| 18.07.2025 | Курська обл.        | Курська обл.         | БпЛА             | безпілотником був уражений ЗРК «Тор»                                                                     | 9К330 «Тор»            |
| 18.07.2025 | Бєлгородська обл.   | Бєлгородська обл.    | БпЛА             | відомо про масовану атаку українських безпілотників та закриті аеропорти                                 | —                      |
| 18.07.2025 | Брянська обл.       | Брянська обл.        | БпЛА             | відомо про масовану атаку українських безпілотників та закриті аеропорти                                 | —                      |
| 18.07.2025 | Воронезька обл.     | Воронезька обл.      | БпЛА             | відомо про масовану атаку українських безпілотників та закриті аеропорти                                 | —                      |
| 19.07.2025 | Ростовська обл.     | станція Лихая        | БпЛА             | відомо про атаку по залізничній інфраструктурі на перегоні Лихая — Замчалово                             | 1 поранена             |
| 20.07.2025 | Бєлгородська обл.   | Бєлгородська обл.    | БпЛА             | відомо про масовану атаку українських безпілотників та закриті аеропорти                                 | —                      |
| 20.07.2025 | Брянська обл.       | Брянська обл.        | БпЛА             | відомо про масовану атаку українських безпілотників та закриті аеропорти                                 | —                      |
| 20.07.2025 | Курська обл.        | Курська обл.         | БпЛА             | відомо про масовану атаку українських безпілотників та закриті аеропорти                                 | —                      |
| 21.07.2025 | Бєлгородська обл.   | Холодне              | M142 HIMARS      | атаковані засоби комплексу С-400                                                                         | загиблі і поранені     |
| 21.07.2025 | Ростовська обл.     | Каменоломні          | БпЛА             | дрони атакували залізничний вузол                                                                        | —                      |
| 21.07.2025 | Ростовська обл.     | Міллерово            | БпЛА             | відомо про атаку по військовому аеродрому                                                                | —                      |
| 22.07.2025 | Курська обл.        | Глушково             | авіаудар         | авіаудар по ймовірному місцю дислокації російських військових                                            | —                      |
| 23.07.2025 | Ростовська обл.     | Новочеркаськ         | БпЛА             | влучання зафіксовано поблизу електростанції в Новочеркаську                                              | —                      |
| 23.07.2025 | Ростовська обл.     | Новочеркаськ         | БпЛА             | атаковано залізничну станцію                                                                             | —                      |
| 24.07.2025 | Краснодарський край | Адлер                | БпЛА             | влучання безпілотників по нафтобазі «ЛУКОЙЛ‑Юґнєфтєпродукт»                                              | —                      |
| 24.07.2025 | Краснодарський край | Адлер                | БпЛА             | відомо про атаку на паливну інфраструктуру аеропорту міста Сочі                                          | —                      |
| 25.07.2025 | Ростовська обл.     | Новочеркаськ         | БпЛА             | під удар безпілотників потрапила залізниця та залізничний вокзал                                         | —                      |
| 25.07.2025 | Ростовська обл.     | Новочеркаськ         | БпЛА             | атаковано електростанцію                                                                                 | —                      |
| 26.07.2025 | Ростовська обл.     | Каменськ-Шахтинський | БпЛА             | відомо про пошкодження цивільної інфраструктури та авто                                                  | 2 загиблих             |
| 26.07.2025 | Бєлгородська обл.   | Бєлгородська обл.    | БпЛА             | відомо про атаки безпілотників                                                                           | —                      |
| 26.07.2025 | Брянська обл.       | Брянська обл.        | БпЛА             | відомо про атаки безпілотників                                                                           | —                      |
| 26.07.2025 | Ростовська обл.     | Ростовська обл.      | БпЛА             | відомо про атаки безпілотників                                                                           | —                      |
| 27.07.2025 | Воронезька обл.     | Воронезька обл.      | БпЛА             | відомо про атаки безпілотників                                                                           | —                      |
| 27.07.2025 | Курська обл.        | Курська обл.         | БпЛА             | відомо про атаки безпілотників                                                                           | —                      |
| 27.07.2025 | Ростовська обл.     | Ростовська обл.      | БпЛА             | відомо про атаки безпілотників                                                                           | —                      |
| 27.07.2025 | Ростовська обл.     | Каменськ-Шахтинський | БпЛА             | відомо про пошкодження цивільної інфраструктури та авто                                                  | 1 поранена             |
| 28.07.2025 | Ростовська обл.     | Каменськ-Шахтинський | БпЛА             | відомо про пошкодження цивільної інфраструктури та авто                                                  | —                      |
| 29.07.2025 | Ростовська обл.     | Сальськ              | БпЛА             | безпілотники атакували ешелон з пальним на вузловій залізничній станції                                  | 3+ загиблих            |
| 29.07.2025 | Ростовська обл.     | Орловський           | БпЛА             | від атаки безпілотників виникла пожежа в районі тягової підстанції «Двійна»                              | —                      |
| 01.08.2025 | Ростовська обл.     | Таганрог             | БпЛА             | відомо про атаки безпілотників та заявлено про пошкодження будинків                                      | —                      |
| 01.08.2025 | Ростовська обл.     | Новошахтинськ        | БпЛА             | відомо про атаки безпілотників та заявлено про пошкодження будинків                                      | —                      |
| 02.08.2025 | Ростовська обл.     | Углеродовський       | БпЛА             | було уражено тягово‑струмову підстанцію «Ліхая-Замчалово»                                                | 1 загиблий             |
| 02.08.2025 | Воронезька обл.     | Воронезька обл.      | БпЛА             | відомо про атаки безпілотників та влучання у житлові і нежитлові споруди                                 | —                      |
| 02.08.2025 | Краснодарський край | Приморсько-Ахтарськ  | БпЛА             | відомо про атаку та масштабні пожежі на військовому аеродромі звідки РФ запускає безпілотники по Україні | —                      |
| 03.08.2025 | Бєлгородська обл.   | Бєлгородська обл.    | БпЛА             | відомо про атаки безпілотників                                                                           | —                      |
| 03.08.2025 | Брянська обл.       | Брянська обл.        | БпЛА             | відомо про атаки безпілотників                                                                           | —                      |
| 03.08.2025 | Воронезька обл.     | Воронезька обл.      | БпЛА             | відомо про атаки безпілотників                                                                           | —                      |
| 03.08.2025 | Воронезька обл.     | Воронеж              | БпЛА             | відомо про атаки безпілотників та влучання у житлові і нежитлові споруди                                 | 4 поранено             |
| 03.08.2025 | Курська обл.        | Курська обл.         | БпЛА             | відомо про атаки безпілотників                                                                           | —                      |
| 03.08.2025 | Краснодарський край | Краснодарський край  | БпЛА             | відомо про атаки безпілотників                                                                           | —                      |
| 03.08.2025 | Краснодарський край | Адлер                | БпЛА             | дрони Сил оборони України уразили нафтобазу «Роснєфть-Кубаньнєфтєпродукт»                                | —                      |
| 04.08.2025 | Брянська обл.       | Брянська обл.        | БпЛА             | відомо про атаки безпілотників                                                                           | —                      |
| 04.08.2025 | Ростовська обл.     | Ростовська обл.      | БпЛА             | відомо про атаки безпілотників                                                                           | —                      |
| 04.08.2025 | Ростовська обл.     | Тацинская            | БпЛА             | безпілотники атакували залізничну станцію «Тацинская»                                                    | —                      |
| 05.08.2025 | Ростовська обл.     | Тацинская            | БпЛА             | безпілотники повторно атакували залізничну станцію «Тацинская»                                           | —                      |
| 06.08.2025 | Брянська обл.       | Брянськ              | БпЛА             | відомо про атаку території нафтобази та пожежу                                                           | —                      |
| 06.08.2025 | Брянська обл.       | Унеча                | БпЛА             | атака по території лінійної виробничо-диспетчерської станції «Унеча»                                     | —                      |
| 07.08.2025 | Бєлгородська обл.   | Бєлгородська обл.    | БпЛА             | відомо про атаки безпілотників                                                                           | —                      |
| 07.08.2025 | Брянська обл.       | Брянська обл.        | БпЛА             | відомо про атаки безпілотників                                                                           | —                      |
| 07.08.2025 | Ростовська обл.     | Ростовська обл.      | БпЛА             | відомо про атаки безпілотників                                                                           | —                      |
| 07.08.2025 | Краснодарський край | Краснодарський край  | БпЛА             | відомо про атаки безпілотників                                                                           | —                      |
| 07.08.2025 | Краснодарський край | Афіпський НПЗ        | БпЛА             | дрони уразили Афіпський нафтопереробний завод                                                            | —                      |
| 07.08.2025 | Краснодарський край | Словʼянськ-на-Кубані | БпЛА             | відомо про атаку безпілотників на територію військової частини 61661                                     | —                      |
| 07.08.2025 | Курська обл.        | Курська обл.         | БпЛА             | відомо про атаки безпілотників                                                                           | —                      |
| 08.08.2025 | Бєлгородська обл.   | Бєлгородська обл.    | БпЛА             | відомо про атаки безпілотників                                                                           | —                      |
| 08.08.2025 | Брянська обл.       | Брянська обл.        | БпЛА             | відомо про атаки безпілотників                                                                           | —                      |
| 08.08.2025 | Ростовська обл.     | Ростовська обл.      | БпЛА             | відомо про атаки безпілотників                                                                           | —                      |
| 08.08.2025 | Ростовська обл.     | Міллерово            | БпЛА             | ударні дрони уразили нафтобазу поблизу Міллерово                                                         | —                      |
| 09.08.2025 | Краснодарський край | Словʼянськ-на-Кубані | БпЛА             | відомо про ймовірну атаку нафтопереробного заводу                                                        | —                      |
| 10.08.2025 | Бєлгородська обл.   | Бєлгородська обл.    | БпЛА             | відомо про масовану атаку українських безпілотників та закриті аеропорти                                 | —                      |
| 10.08.2025 | Брянська обл.       | Брянська обл.        | БпЛА             | відомо про масовану атаку українських безпілотників та закриті аеропорти                                 | —                      |
| 10.08.2025 | Воронезька обл.     | Воронезька обл.      | БпЛА             | відомо про масовану атаку українських безпілотників та закриті аеропорти                                 | —                      |
| 10.08.2025 | Краснодарський край | Краснодарський край  | БпЛА             | відомо про масовану атаку українських безпілотників та закриті аеропорти                                 | —                      |
| 12.08.2025 | Брянська обл.       | Унеча                | M142 HIMARS,БпЛА | українські війська атакували нафтоперекачувальну станцію «Унеча»                                         | —                      |
| 13.08.2025 | Бєлгородська обл.   | Бєлгородська обл.    | БпЛА             | відомо про масовану атаку українських безпілотників та закриті аеропорти                                 | —                      |
| 13.08.2025 | Бєлгородська обл.   | Бєлгород             | БпЛА             | уражено польовий аеродром, 357‑й навчальний центр ВКС, склад боєприпасів                                 | —                      |
| 13.08.2025 | Брянська обл.       | Брянська обл.        | БпЛА             | відомо про масовану атаку українських безпілотників та закриті аеропорти                                 | —                      |
| 13.08.2025 | Воронезька обл.     | Воронезька обл.      | БпЛА             | відомо про масовану атаку українських безпілотників та закриті аеропорти                                 | —                      |
| 13.08.2025 | Краснодарський край | Краснодарський край  | БпЛА             | відомо про масовану атаку українських безпілотників та закриті аеропорти                                 | —                      |
| 13.08.2025 | Краснодарський край | порт Кавказ          | БпЛА             | березі Керченської протоки, в районі порту «Кавказ» зафіксовано пожежу                                   | —                      |
| 13.08.2025 | Краснодарський край | Словʼянськ-на-Кубані | БпЛА             | відомо про атаку безпілотників та ураження уламками території НПЗ                                        | —                      |
| 13.08.2025 | Курська обл.        | Курська обл.         | БпЛА             | відомо про масовану атаку українських безпілотників та закриті аеропорти                                 | —                      |
| 13.08.2025 | Ростовська обл.     | Ростовська обл.      | БпЛА             | відомо про масовану атаку українських безпілотників та закриті аеропорти                                 | —                      |
| 15.08.2025 | Курська обл.        | Курськ               | ракета           | внаслідок удару ракети ППО спалахнула багатоповерхівка                                                   | 1 загибла, 6 поранено  |
| 15.08.2025 | Бєлгородська обл.   | Бєлгород             | БпЛА             | пошкоджено адміністративні та житлові будівлі, інфраструктура, авто                                      | поранені               |
| 15.08.2025 | Ростовська обл.     | Ростов-на-Дону       | БпЛА             | відомо про влучання безпілотників у район житлової забудови                                              | —                      |
| 16.08.2025 | Бєлгородська обл.   | Бєлгород             | БпЛА             | заявлено про удари по цивільній інфраструктурі                                                           | поранені               |
| 17.08.2025 | Воронезька обл.     | Лиски                | БпЛА             | дрони атакували залізничну станцію у Воронезькій області                                                 | —                      |
| 19.08.2025 | Ростовська обл.     | Ростовська обл.      | БпЛА             | відомо про атаки безпілотників                                                                           | —                      |

## Інші інциденти
| дата       | регіон              | місце          | тип атаки       | влучання                                                                                    | жертви             |
| ---------- | ------------------- | -------------- | --------------- | ------------------------------------------------------------------------------------------- | ------------------ |
| 15.01.2025 | Краснодарський край | Апшеронськ     | пожежа          | вночі відбулась пожежа на трансформаторній підстанції, внаслідок чого сталося знеструмлення | —                  |
| 27.01.2025 | Воронезька обл.     | Воронеж        | диверсія        | заявлено про зниження двох комплексів Р-330Ж «Житель»                                       | —                  |
| 22.02.2025 | Ростовська обл.     | Ростов-на-Дону | пожежа          | відомо про пожежу на складі макулатури площею 1 800 м²                                      | —                  |
| 06.03.2025 | Воронезька обл.     | Воронеж        | диверсія        | Бійці ГУР МО вивели з ладу теплотяг у Воронежі, який постачав окупантам техніку             | —                  |
| 21.03.2025 | Курська обл.        | Суджа          | не встановлено  | спалахнула газовимірювальна станція «Суджа»                                                 | —                  |
| 16.04.2025 | Курська обл.        | Курськ         | пожежа          | на території заводу підшипників «АПЗ-20», що виконував оборонні замовлення зайнялась пожежа | —                  |
| 28.04.2025 | Ростовська обл.     | Ростов-на-Дону | пожежа          | відомо про пожежу                                                                           | —                  |
| 28.04.2025 | Краснодарський край | Новоросійськ   | пожежа          | на вантажній стоянці загорілося дизельне пальне і вогонь перекинувся на машини              | —                  |
| 08.07.2025 | Ростовська обл.     | Ростов-на-Дону | пожежа          | відомо про масштабну пожежу на території складських приміщень                               | —                  |
| 18.07.2025 | Ростовська обл.     | Ростов-на-Дону | пожежа          | відомо про пожежу на території військової частини 74330                                     | —                  |
| 26.07.2025 | Краснодарський край | Армавір        | диверсія        | партизани підпалили літак Су-27УБ, який використовували для навчання льотчиків              | —                  |
| 29.07.2025 | Ростовська обл.     | Каменський р-н | пожежа          | відомо про масштабну пожежу яку гасили із застосуванням авіації                             | —                  |
| 05.08.2025 | Ростовська обл.     | Кулєшовка      | аварія/диверсія | заявлено що вибухнула нештатно спрацювавша зенітна ракета в районі великої батерії ППО      |                    |
| 08.08.2025 | Краснодарський край | Афіпський      | диверсія        | ГУР атакувало російську зенітно-ракетну бригаду                                             | загиблі і поранені |

## Атаки та інциденти на залізниці
| дата       | регіон            | місце               | тип атаки | влучання                                                                    | жертви                    |
| ---------- | ----------------- | ------------------- | --------- | --------------------------------------------------------------------------- | ------------------------- |
| 26.05.2025 | Бєлгородська обл. | Новий Оскол         | диверсія  | потяг наїхав на вибуховий пристрій                                          | —                         |
| 01.06.2025 | Брянська обл.     | Вигоничі            | диверсія  | конструкції мосту обвалилися на залізницю з пасажирським потягом            | 7 загинуло, 100+ поранено |
| 01.06.2025 | Брянська обл.     | Унеча               | диверсія  | було підірвано залізничну колію                                             | —                         |
| 01.06.2025 | Курська обл.      | Желєзногорський р-н | диверсія  | підірвано залізничний міст, пошкоджено колію                                | 3 поранено                |
| 05.06.2025 | Воронезька обл.   | Євдаково-Сагуни     | диверсія  | пошкодження на залізничних коліях, яке було спричинене вибухом              | —                         |
| 06.06.2025 | Бєлгородська обл. | Прохоровський р-н   | диверсія  | тепловоз зійшов з колії, ймовірно, через підрив залізничних шляхів          | —                         |
| 19.07.2025 | Ростовська обл.   | станція Лихая       | БпЛА      | відомо про атаку по залізничній інф-рі на перегоні Лихая — Замчалово        | —                         |
| 21.07.2025 | Ростовська обл.   | Каменоломні         | БпЛА      | українські безпілотники атакували залізничний вузол                         | —                         |
| 23.07.2025 | Ростовська обл.   | Новочеркаськ        | БпЛА      | атаковано залізничну станцію                                                | —                         |
| 25.07.2025 | Ростовська обл.   | Новочеркаськ        | БпЛА      | під удар потрапила електростанція, залізниця та залізничний вокзал          | —                         |
| 29.07.2025 | Ростовська обл.   | Сальськ             | БпЛА      | атаковано ешелон з пальним на вузловій залізничній станції                  | 3+ загиблих               |
| 29.07.2025 | Ростовська обл.   | Орловський          | БпЛА      | від атаки безпілотників виникла пожежа в районі тягової підстанції «Двійна» | —                         |
| 02.08.2025 | Ростовська обл.   | Углеродовський      | БпЛА      | було уражено тягово‑струмову підстанцію «Ліхая-Замчалово»                   | 1 загиблий                |
| 05.08.2025 | Ростовська обл.   | Тацинская           | БпЛА      | безпілотники атакували залізничну станцію «Тацинская»                       | —                         |
| 06.08.2025 | Ростовська обл.   | Тацинская           | БпЛА      | безпілотники повторно атакували залізничну станцію «Тацинская»              | —                         |